# Dilidili
dilidili，亦称嘀哩嘀哩、无名小站，是福州市嘀哩科技有限公司运营的以ACG文化为主的中国大陆视频网站。该站创办于2014年，原名“无名小站”，在获得dilidili域名后，于2015年更名为嘀哩嘀哩。嘀哩嘀哩主要做内容分发，所有内容来自视频分享站点所提供的公开引用资源，不提供用户上传功能。
截至2020年7月，dilidili网站已无法访问。

## 历史
2016年8月，优酷称嘀哩嘀哩未经许可擅自向公众提供优酷权属作品《机动战士高达：铁血的奥尔芬斯》的在线播放及下载服务，并以侵害信息网络传播权将其告上北京市海淀区人民法院，优酷请求法院判令被告立即停止对涉案作品的侵权行为，赔偿原告各项经济损失20万元。
2019年1月24日，因侵害作品信息网络传播权纠纷，哔哩哔哩将嘀哩嘀哩告上法庭。
2019年3月6日，嘀哩嘀哩创始人温博特在微博上宣布正式卸任嘀哩科技董事长一职，表示网站将交由上一轮主要资方新加坡基金会Infinity Edge foundation PET.LTD运营及资本操作，嘀哩科技公司将仅保留品牌运营与部分拓展业务，原全部投资方将以置换形式成为基金会LP.不再参与任何运营。
2019年7月，嘀哩嘀哩推出一款区块链二次元生态的代币DILI，并且开始私募。9月12日该区块链项目因涉嫌诈骗已被立案。
2020年，上海市闵行区人民检察院受理一起与哔哩哔哩有关的侵犯著作权案件，以涉嫌侵犯著作权罪，在7月10日对创始人温博特等犯罪嫌疑人批准逮捕。检察院称2015-2019年，温博特购入嘀哩嘀哩，免费为用户提供最新日本动漫作品，还成立相关的科技有限公司，并雇佣郑某某、林某和黄某从事免费动漫视频播放和广告招商，在未经权利人许可的情况下，从其他动漫网站拷贝动漫资源至嘀哩嘀哩进行免费播放并提供下载，还通过广告招商牟取不法利益，嘀哩嘀哩播放侵权动漫作品200余部（3000余集）。
2020年8月31日，哔哩哔哩因侵害商标权纠纷起诉嘀哩嘀哩，上海市杨浦区人民法院一审判决，要求嘀哩嘀哩停止侵害相关注册商标专用权的行为，并在新浪微博上连续五日刊登声明以消除影响，赔偿原告经济损失300万元人民币及合理费用11万元人民币。
2020年10月26日，徐汇区人民法院以温博特侵犯著作权罪為由一审判决其有期徒刑三年三个月，并处罚金人民币100万元；禁止其三年内从事互联网视频职业。

## 网站服务
嘀哩嘀哩会根据用户的浏览记录进行数据分析，推送用户感兴趣的内容，包括视频相关的分析文章、手机屏保主题、新番更新动态、周边商品售卖以及相关人物cosplay等。嘀哩嘀哩会根据用户点击量，将功能模块按优先级排列，以此更符合用户观看习惯。
嘀哩嘀哩着重运营传统的评论区。网站联合创始人苟方韬表示，这样更能产生优质的深度评论，而且用户之间可以有针对性地进行互动，通过用户之间的交互也可以加强平台与用户之间的粘性。